# Pseudotropheus interruptus
Pseudotropheus interruptus – gatunek ryby z rodziny pielęgnicowatych (Cichlidae). Hodowana w akwariach.

## Występowanie
Gatunek endemiczny jeziora Niasa (Malawi).

## Opis
Ryba jest agresywna i terytorialna, potrzebująca dużo miejsca w akwarium (powyżej 150 litrów).
- Rozmiar: samce do 10 cm, samice mniejsze – około 8 cm.
- Dymorfizm płciowy: u dorosłych wyraźny dymorfizm płciowy. Samiec ma barwę granatowoczarną, na bokach dwa lub trzy biało-niebieskie pasy. Samica żółta, z wiekiem ciemnieje. Młode ubarwione żółto-brązowo.
- Woda: temperatura wody od 22–30 °C.
- Pokarm: pokarm roślinny i plankton.
- Rozmnażanie: Ikrę składają na kamieniu, dnie lub szybie. Samica przetrzymuje jaja w pysku około 21 dni.